# Schoenoplectus acutus
Schoenoplectus acutus là loài thực vật có hoa trong họ Cói. Loài này được (Muhl. ex Bigelow) Á.Löve & D.Löve miêu tả khoa học đầu tiên năm 1954.

## Hình ảnh

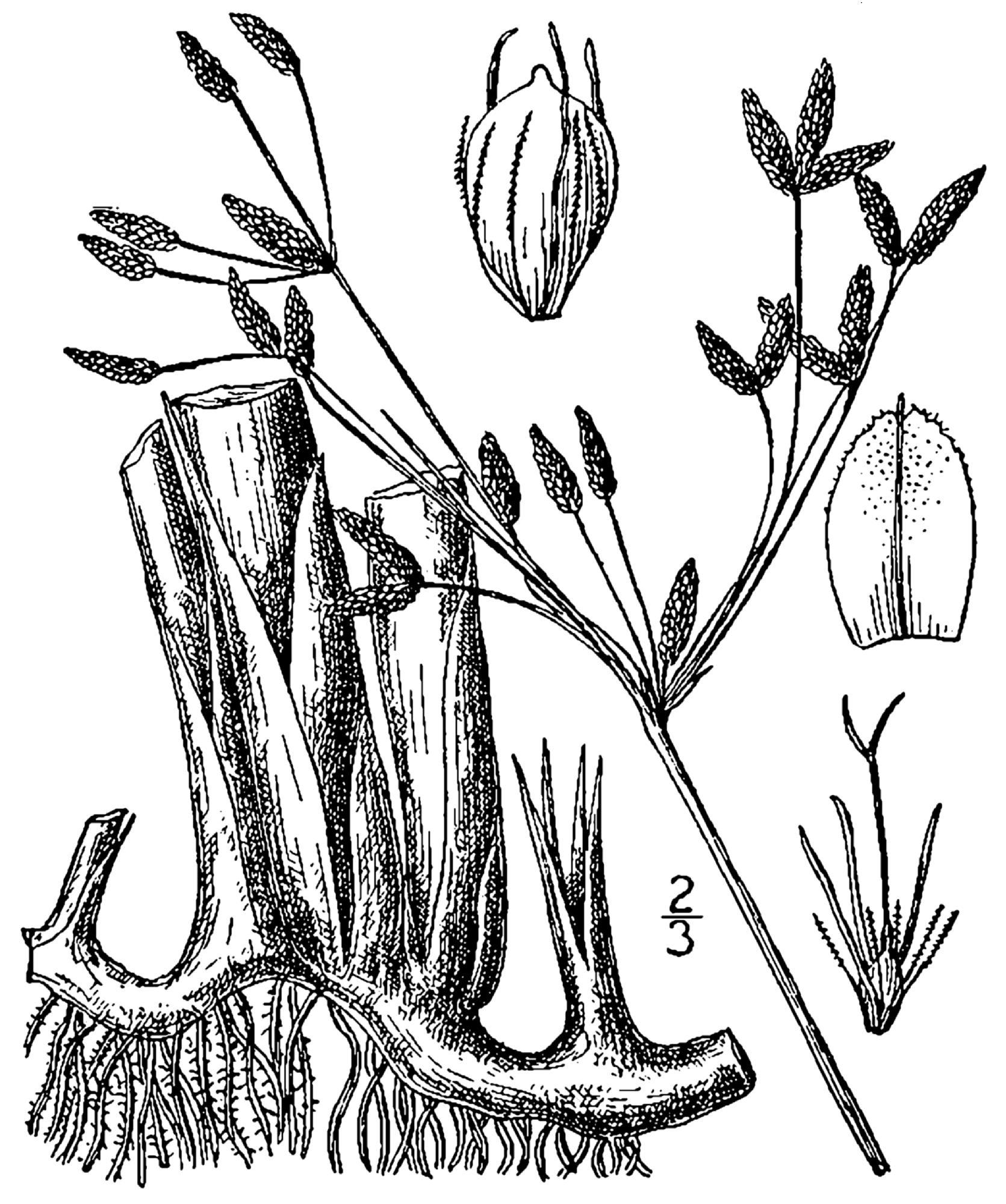
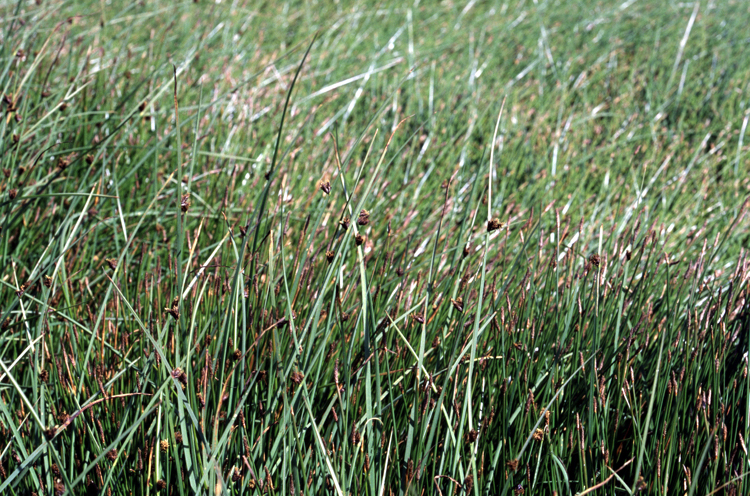